# Neohyperteles euplectriformis
Neohyperteles euplectriformis är en stekelart som beskrevs av De Santis 1957. Neohyperteles euplectriformis ingår i släktet Neohyperteles och familjen finglanssteklar. Inga underarter finns listade i Catalogue of Life.